# 贺讷
贺讷（?—?），代人，胡姓贺兰氏，胡名纳□芮，十六国时期贺兰部酋长。

## 生平
贺讷的祖先世代是贺兰部的酋长，四方依附的部落有数十部。贺讷的祖父贺纥有协助拓跋部的功勋，娶追尊魏平文帝拓跋郁律的女儿。贺讷的父亲贺野干娶追尊魏昭成帝拓跋什翼犍之女辽西公主。拓跋什翼犍死后，拓跋部附属的部落叛离动乱，贺讷的妹妹贺氏与儿子拓跋珪以及拓跋仪、拓跋翰投奔贺讷。正值苻坚派出刘库仁分管拓跋部的事务，于是拓跋珪返回居住在独孤部。贺讷总领东部为部落大人，迁居到大宁，统治推恩布信，民众大多投奔他，势力与刘库仁相当。苻坚于是任命贺讷署理鹰扬将军。
拓跋珪九年（385年），刘显想要杀害拓跋珪，拓跋珪听说后，在八月轻骑北归贺讷。贺讷见到拓跋珪，惊喜下拜说：“官家恢复国家后一定要记得我这个老臣。”拓跋珪笑着回答说：“真的像舅舅所说的，那我是绝不会忘记的。”诸部落的大人向贺讷兄弟请求推举拓跋珪为君主，贺讷的弟弟贺染干说：“在我们的国境中，怎么可以这样！”贺讷说：“拓跋珪是大国的后世子孙，复兴祖先的事业，对我国家来说是福分。大家经常互相支持帮助，册立君主统领政权，你还有不同的意见，怎么是为臣的表现？”拓跋纥罗和弟弟拓跋建与
各部落大人共同请贺讷推举拓跋珪为君主，拓跋珪于是在牛川登基为代王。
登国元年（386年）三月，刘显从善无向南逃奔到马邑，他的族人刘奴真率领部众向代国请求投降。刘奴真的哥哥刘犍之前居住在贺兰部，刘奴真向代王拓跋珪进言，请求征召刘犍前来，让他统领自己的部众，拓跋珪同意了。刘犍统领了独孤部部众，自以为长久依附贺讷，感激他，派弟弟刘去斤给贺讷送去黄金和马匹。贺染干对刘去斤说：“我对待你们兄弟很优厚，如今你们统领了部众，应该来归附我。”刘去斤请求去刘奴真那里劝说。刘奴真说：“父亲是代国的臣属，世代忠诚。我立志保全名声节操，所以把部落推让给你们。现在你们毫无德行，竟然要背叛君主怀有二心。”刘奴真于是就杀了刘犍和刘去斤。贺染干听说以后，率领骑兵攻打刘奴真，刘奴真害怕，迁徙部落投奔代国。拓跋珪亲自接待刘奴真，派遣使者去责备贺染干，贺染干才停止了行动。
登国四年（389年）二月，拓跋珪讨伐吐突邻部。贺讷和贺染干兄弟心怀异图，于二月戊戌（389年3月26日）率领诸部落救援吐突邻部。拓跋珪进攻贺兰部，贺兰部溃散，贺讷向西逃走。登国四年四月，后燕范阳王慕容德、赵王慕容麟攻击贺讷，追击到勿根山，贺讷穷困窘迫请求投降，后燕将贺兰部迁徙到上谷郡，把贺染干的弟弟作为人质送到中山郡。登国五年（390年）六月，刘卫辰派遣儿子直力鞮征讨贺讷，贺讷向拓跋珪告急请降。七月丙子（389年8月31日），拓跋珪挑选精锐骑兵二十万人救援，军队前往羊山，直力鞮退走，就把贺讷的部落和贺讷的弟弟们迁移到北魏的东部边界。贺讷又勾结慕容垂，慕容垂封贺讷为归善王。登国六年（391年）正月，贺染干想要谋杀贺讷取代成为贺兰部的酋长，贺讷于是和贺染干互相进攻。拓跋珪告知后燕，请求作为向导讨伐贺兰部。二月甲戌，慕容垂派遣儿子慕容麟讨伐贺讷，派遣镇北将军兰汗率领龙城的士兵攻击贺染干。四月，兰汗在牛都击败贺染干。六月甲辰（391年7月20日），慕容麟在赤城击败贺讷，将贺讷俘虏，慕容垂命令慕容麟将贺讷放归贺兰部，将贺染干迁移到中山郡。拓跋珪派遣军队救援贺讷，慕容麟才引兵撤退。贺讷之后跟随魏道武帝平定中原，出任安远将军。
之后北魏离散各个部落，分土定居，不允许他们自由迁徙，部落的酋长和大人都视同国家编户的平民。贺讷作为魏道武帝的大舅舅，非常受尊重，然而也没有部属统领，之后贺讷在家以寿终。

## 其他
2014年，包头市文物管理处、达茂旗文物管理所张海斌、王新文、乔志杰等同志在内蒙古自治区包头市达尔罕茂明安联合旗百灵庙镇红格塔拉种羊场发现一块十六国时期的石刻，因其记载内容为“宁西将军云中王”“建威将军马邑公某某”葬母事宜，故取名“‘宁西将军云中王’葬母石铭”。包头博物馆研究员杨建林和张海斌认为，石铭中“宁西将军云中王”就是贺讷，389年对于贺兰部来说，是由盛转衰的分水岭。二月，贺讷兄弟在救援高车诸部时被拓跋珪击败。六月，又遭到后燕打击，遂投降后燕。后燕可能将前燕曾授予贺赖头的“宁西将军、云中郡公”这一官爵转授予贺讷，且提高一格，封为“云中王”，同时封贺染干为“建威将军、马邑公”。从391年左右贺讷再次倒向后燕时被封为“归善王”来看，后燕确有将贺讷封王的想法。389年后燕将贺讷封为“宁西将军、云中王”，其目的与前燕一样，希望借助贺兰部的力量抑制拓拔部，这大概也是拓跋珪在390年大力打击贺兰部的原因之一。

## 家庭

### 父母
- 贺野干，东部大人
- 拓跋氏，追尊魏昭成帝拓跋什翼犍之女，封辽西公主

### 兄弟姐妹
- 贺染干，后燕建威将军、马邑公
- 贺卢，南燕辅国将军、广宁王
- 献明皇后，嫁追尊魏献明帝拓跋寔
- 贺夫人，嫁魏道武帝拓跋珪

## 延伸阅读
[在维基数据编辑]
 《魏書/卷83上》，出自魏收《魏书》